# Moundsville
Moundsville è un comune degli Stati Uniti d'America, nella contea di Marshall, nello Stato della Virginia Occidentale.